# 回復ポイント目標
回復ポイント目標（かいふくポイントもくひょう、英: Recovery Point Objective、略称：RPO）または復旧時点目標（ふっきゅうじてんもくひょう）とは、障害や災害における指標で、バックアップ・データを取得するタイミング、ないし頻度のことで、ディザスタリカバリの復旧目標値である。回復ポイント目標（RPO）とは別に、目標復旧時間（RTO）という考えで復旧目標を設定し、システムの回復を図る場合もある。